# Fontaine de Wasselonne
La fontaine de Wasselonne est un monument historique situé à Wasselonne, dans le département français du Bas-Rhin.

## Localisation
Cette construction est située à Wasselonne.

## Historique
L'édifice fait l'objet d'une inscription au titre des monuments historiques depuis 1931.